# Élections législatives suédoises de 1991
Les élections législatives suédoises de 1991 ont eu lieu en Suède le 15 septembre 1991. Les 349 députés du Riksdag sont élus pour un mandat de trois ans.

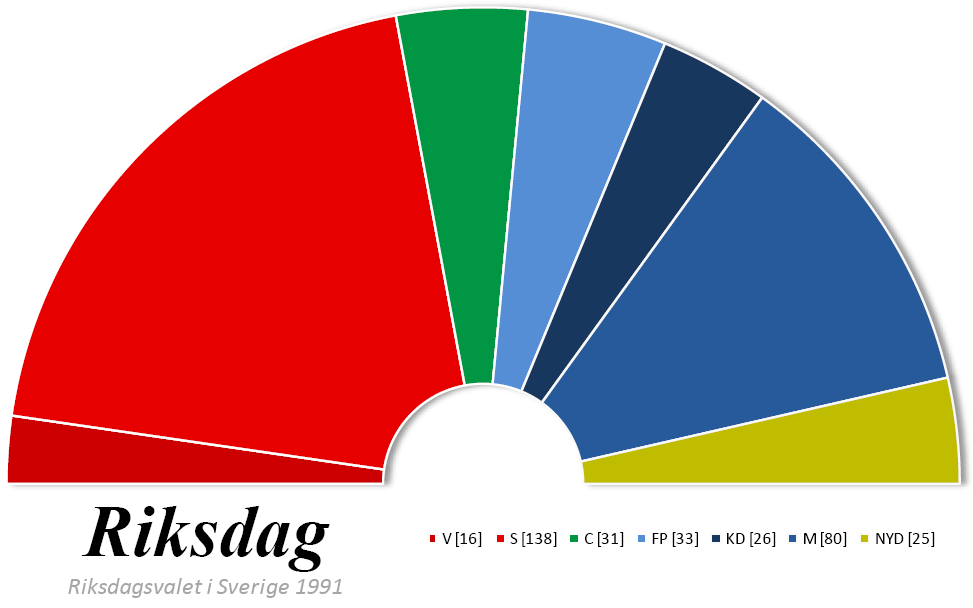
Composition du Riksdag suédois après les élections générales de 1991.

Parti arrivé en tête par municipalité.

## Résultats
| Parti   | Parti                                  | Leader                               | Votes              | Votes  | Votes | Sièges | Sièges |
| Parti   | Parti                                  | Leader                               | #                  | %      | +/−%  | #      | +/−    |
| ------- | -------------------------------------- | ------------------------------------ | ------------------ | ------ | ----- | ------ | ------ |
|         | Parti social-démocrate                 | Ingvar Carlsson                      | 2 062 761          | 37,71  | −5,5  | 138    | −18    |
|         | Modérés                                | Carl Bildt                           | 1 199 394          | 21,92  | +3,62 | 80     | +14    |
|         | Parti du peuple                        | Bengt Westerberg                     | 499 356            | 9,12   | −3,08 | 33     | −11    |
|         | Parti du centre                        | Olof Johansson                       | 465 175            | 8,50   | −2,80 | 31     | −11    |
|         | Parti chrétien-démocrate de la société | Alf Svensson                         | 390 351            | 7,14   | +4,20 | 26     | +26    |
|         | Nouvelle démocratie                    | Ian Wachtmeister                     | 368 281            | 6,73   | +6,73 | 25     | +25    |
|         | Parti de gauche                        | Lars Werner                          | 246 905            | 4,51   | −1,33 | 16     | −5     |
|         | Parti de l'environnement               | Jan Axelsson et Margareta Gisselberg | 185 051            | 3,38   | −2,15 | 0      | −20    |
|         | Autres                                 | —                                    | 53 487             | 0,98   | —     | —      | —      |
| Totaux  | Totaux                                 | Totaux                               | 5 470 761          | 100,00 |       | 349    |        |
| Nuls    | Nuls                                   | Nuls                                 | 92 159             |        |       |        |        |
| Votants | Votants                                | Votants                              | 5 562 920 (86,7 %) |        |       |        |        |

## Analyse
Le scrutin de 1991 a été marqué par de très forts bouleversements qui remirent en cause l'ordre électoral établi et maqueront durablement la vie politique suédoise.
C'est tout d'abord une très lourde défaite pour la gauche dans son ensemble. Coutumiers de scores bien au-dessus des 40 %, les Sociaux-démocrates du SAP s'effondrent et obtiennent leur plus mauvais résultat depuis 1928. À leur gauche, le Parti de gauche qui vient d'abandonner son acronyme "Les communistes" essuie un net recul et passe de justesse au-dessus de la barre des 4 %. Le Parti de l'environnement n'aura pas cette chance et se retrouvera exclu du Riksdag après y avoir fait son entrée en 1988.
La droite triomphe mais son rapport de force interne est totalement chamboulé. Le Parti du peuple et le Parti du centre se retrouvent pour la première fois depuis des décennies en dessous des 10 %, permettant une très nette domination des Modérés au sein de la famille bourgeoise. Après des années de marginalité, le Parti chrétien-démocrate effectue une forte percée et fait son entrée au Riksdag. 
Enfin, pour la première fois dans l'histoire de la Suède, l'extrême-droite obtient des députés par l'intermédiaire du parti Nouvelle Démocratie, dont les discours populistes anti-élites et anti-corruption ont séduit une part importante de l'électorat.
À l'issue du scrutin, le Modéré Carl Bildt forme un gouvernement minoritaire de coalition alliant son parti au Parti du peuple, aux centristes et aux chrétiens-démocrates, avec le soutien de la Nouvelle démocratie au Riksdag. Ce gouvernement restera au pouvoir dans cette configuration pendant trois ans.